# Dzmitryj Kaminski
Dzmitryj Kaminski (biał. Дзмітрый Камінскі; ur. 26 lipca 1996) – białoruski zapaśnik walczący w stylu klasycznym.
Zajął czternaste miejsce na mistrzostwach Europy w 2020. Trzeci na MŚ U-23 w 2019. Drugi na ME juniorów w 2014 roku.